# Jan van Worcester

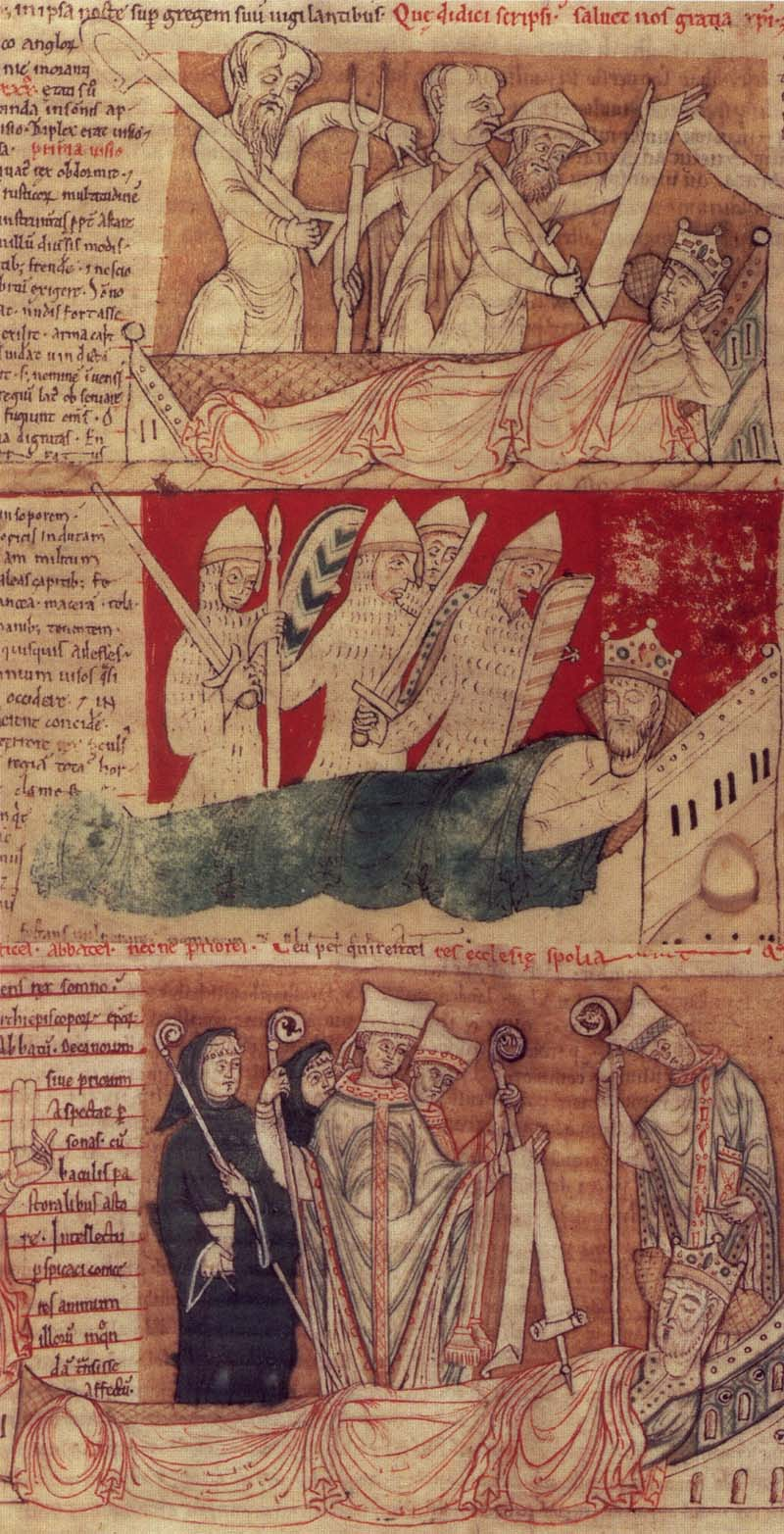
Koning Hendrik I zijn Droom in het Chronicon ex chronicis.

Jan van Worcester (overleden rond 1140) was een Engelse monnik en kroniekschrijver, die werkte in de priorij van Worcester. Hij wordt als auteur van het Chronicon ex chronicis beschouwd.

## Chronicon ex chronicis
Het Chronicon ex chronicis is een wereldgeschiedenis, die begint met de Schepping en eindigt in het jaar 1140. Het chronologische kader van het Chronicon was gebaseerd op de kroniek van Marianus Scotus (gestorven in 1082). Veel extra materiaal, in het bijzonder met betrekking tot de Engelse geschiedenis, werd hieraan toegevoegd.

### Auteurschap
Het grootste deel van het werk, tot de vermeldingen voor het jaar 1117 of 1118, werd vroeger op basis van de vermelding van zijn dood in het jaar 1118 aan Florentius van Worcester toegeschreven, waarin zijn vaardigheid en ijver worden geprezen als in belangrijke mate ertoe te hebben bijgedragen dat de kroniek zo'n prominente werk werd. Men ging er toen vanuit dat een andere monnik uit Worcester, Jan genaamd, slechts het laatste deel van het werk schreef. Er zijn echter twee belangrijke bezwaren tegen de toeschrijving van dit werk aan Florentius: ten eerste is er geen stilistische verandering in het Chronicon te merken voor de gebeurtenissen na het overlijden van Florentius, en ten tweede bouwen bepaalde gedeelten van de jaarberichten van de periode voor 1118 in zekere mate voort op de Historia novorum van Eadmer van Canterbury, die zijn werk pas rond 1121 of 1124 voltooide.
Historici gaan er intussen echter vanuit dat Jan van Worcester de voornaamste auteur en samensteller was. Hij wordt expliciet genoemd als auteur van twee berichten voor het jaar 1128 en 1138, en twee manuscripten (CCC MS 157 en de chronicula) waren in zijn handschrift geschreven. Hij werkte in opdracht van Wulfstan, bisschop van Worcester, aan deze kroniek, toen de Anglo-Normandische kroniekschrijver Ordericus Vitalis Worcester bezocht:
| Ioannes Wigornensis a puero monachus, natione Anglicus, moribus et eruditione venerandus, in his quæ Mariani Scotti cronicis adiecit, de rege Guillelmo et de rebus quæ sub eo vel sub filiis eius Guillelmo Rufo et Henrico usque hodie contigerunt honeste deprompsit. [...] Quem prosecutus Iohannes acta fere centum annorum contexuit, iussuque venerabilis Wlfstani pontificis et monachi supradictis cronicis inseruit in quibus multa de Romanis et Francis et Alemannis aliisque gentibus quæ agnovit [...]. | "Jan van Worcester van jongs af aan monnik, van Angelse afkomst, die voor zijn levenswandel en eruditie eer moet worden bewezen, vulde de kroniek van Marianus Scotus aan, (waarbij hij) over koning Willem en over de zaken die onder hem of onder zijn zonen Willem Rufus en Hendrik tot op heden plaatsvonden eerlijk neerpende. [...] Jan voegde aan deze bovenvermelde kronieken gebeurtenissen van ongeveer honderd jaren toe, en dit op bevel van de venerabele Wulfstan bisschop en monnik, (en) hij verwerkte in deze veel over Romeinen en Franken en Alemannen en andere volken die hij kende [...]."[4] |

### Manuscripten
Het Chronicon is overgeleverd in vijf manuscripten (en in een fragment op een enkel blad):

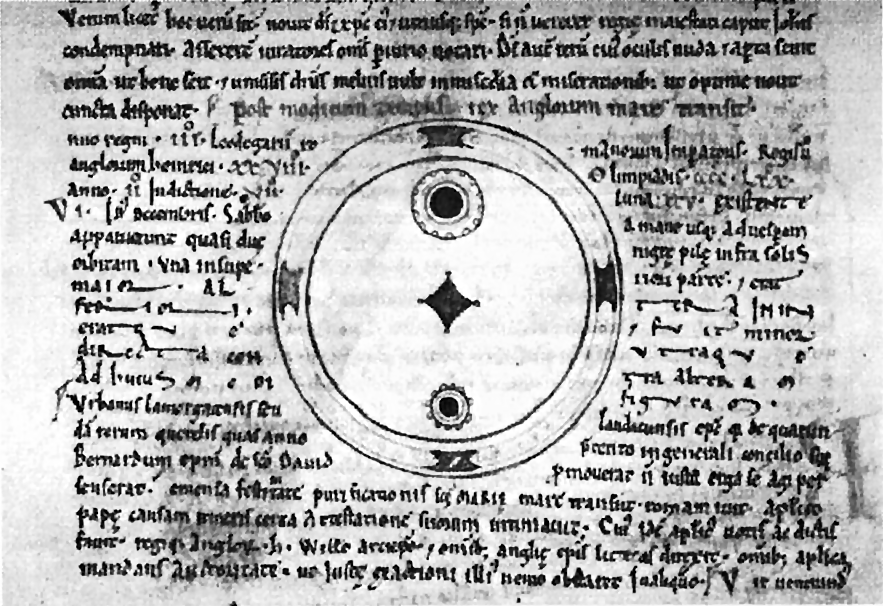
Zonnevlektekening in 1128 door Jan van Worcester.

- MS 157 (Oxford, Corpus Christi College). Het voornaamste manuscript, werkversie gebruikt door Jan.
- MS 502 (Dublin, Trinity College).
- MS 42 (bibliotheek van Lambeth Palace).
- MS Bodley 297 (Oxford, Bodleian Library).
- MS 92 (Cambridge, Corpus Christi College).

Daarnaast is er ook de chronicula, een kleine kroniek gebaseerd op het eigenlijke Chronicon: MS 503 (Dublin, Trinity College), geschreven door Jan die de gebeurtenissen tot in 1123 behandeld.

### Gebruikte bronnen voor de Engelse geschiedenis
Men neemt aan dat Jan voor het schrijven over de vroegste geschiedenis van Engeland verscheidene bronnen heeft gebruikt, waarvan sommige niet zijn overgeleverd:
- een onbekende versie of versies van de Angelsaksische kroniek, mogelijk in een Latijnse vertaling. Deze werd mogelijk ook door Willem van Malmesbury gebruikt, wiens Gesta regum anglorum gelijkaardige zaken vermeldt die we in geen enkel ander overgeleverd geschiedeniswerk aantreffen.
- Beda, Historia Ecclesiastica (voor de periode tot en met 731)
- Asser, Vita Ælfredi
- Hagiografische werken over 10e- en 11e-eeuwse heiligen:
  - Vitae van Sint-Dunstan door auteur 'B', Adelard van Gent en Osbern van Canterbury;
  - Byrhtferth, Vita van Sint-Oswald;
  - Osbern van Canterbury, Vita van Sint-Ælfheah
- Eadmer van Canterbury, Historia novorum (1066–1122);
- verslagen door tijdgenoten en lokale overleveringen.

## Chronicon ex chronicis: edities en vertalingen
- R.R. Darlington - P. McGurk (edd.) - P. McGurk - J. Bray (tradd.), The Chronicle of John of Worcester: The Annals from 450-1066, II, Oxford, 1995.
- P. McGurk (ed. trad.), The Chronicle of John of Worcester: The Annals from 1067 to 1140 with The Gloucester Interpolations and The Continuation to 1141, III, Oxford, 1998.
- B. Thorpe, Florentii Wigorniensis monachi chronicon ex chronicis, I-II, Londen, 1848-1849. (Internet Archive: deel I en II)
- J. Stevenson (trad.), Church Historians of England, II.1, Londen, 1855, pp. 171-372.
- T. Forester (trad.), The Chronicle of Florence of Worcester, Londen, 1854. (Google Books)
- J.R.H. Weaver (ed.), The Chronicle of John of Worcester, 1118-1140: being the continuation of the 'Chronicon ex chronicis' of Florence of Worcester, Oxford, 1908. (Internet Archive)